# Золотой треугольник (университеты)
Лондонская школа экономики и политических наук

Университетский колледж;Имперский колледж

«Золотой треугольник» — термин, используемый для описания ряда ведущих научно-исследовательских университетов Великобритании, находящихся в Кембридже, Лондоне и Оксфорде.
Оксфордский университет и Кембриджский университет образуют два угла треугольника, в то время как Имперский колледж Лондона, Университетский колледж Лондона, Королевский колледж Лондона и Лондонская школа экономики и политических наук (LSE) образуют третий угол.